# Haguenau
Haguenau (Duits: Hagenau im Elsass) is een Franse gemeente in het departement Bas-Rhin in de regio Grand Est. De gemeente telde 36.070 inwoners op 1 januari 2022. De plaats is tevens hoofdplaats van het arrondissement Haguenau-Wissembourg.
Haguenau ligt 25 kilometer ten noorden van Straatsburg. Het is de vierde gemeente qua inwonertal van de Elzas. 

## Geschiedenis

### Rijksstad
Rond 1115 bouwde Frederik II van Zwaben een burcht op een riviereiland van de Moder. Zijn opvolgers Frederik Barbarossa en Frederik IV van Zwaben resideerden hier regelmatig en gaven de plaats die rond de burcht was ontstaan stadsrechten in 1164. De Engelse koning Richard Leeuwenhart werd hier gevangen gehouden. De rijksstad Haguenau was lid van de Tienstedenbond van de Elzas.
In de 16e eeuw werd Haguenau een centrum van de boekdrukkunst. De stad bloeide cultureel en economisch. Hieraan kwam een einde door de Dertigjarige Oorlog, waaronder de stad veel te lijden had.

### Frankrijk
De aanhechting bij Frankrijk na 1648 leidde tot spanningen tussen de stad en de Franse koning. Lodewijk XIV liet de stad en het keizerlijk kasteel in de as leggen in 1677. Na 1715 bloeide Haguenau economisch terug op. Het was een belangrijke markt voor landbouwproducten (meekrap in de 18e eeuw en hop in de 19e) en hout. In 1871 na de aanhechting bij het Duitse keizerrijk werd Haguenau ook een garnizoensstad.
De stad werd zwaar beschadigd tijdens zware gevechten in maart 1945 aan het einde van de Tweede Wereldoorlog. De reconstructie begin de jaren 1950.

### Joodse gemeenschap
Haguenau had al in de 13e eeuw een Joodse gemeenschap die onder bescherming stond van de keizer. Maar deze kon niet verhinderen dat deze tegen 1349 geheel was vernietigd bij represailles van de bevolking na de Zwarte Dood. Tegen 1354 was er een nieuwe Joodse gemeenschap en dankzij de bescherming van de keizer groeide deze gemeenschap aan met Joden afkomstig uit andere steden. Rond het midden van de 17e eeuw vestigden zich ook Poolse Joden in de stad. Bij het begin van de Tweede Wereldoorlog woonden er ongeveer 600 Joden in de stad. Hun synagoge uit 1821 werd vernield door de Duitsers maar na de oorlog hersteld. 148 van de Joden uit Haguenau kwamen om tijdens de oorlog. In 1968 leefden er ongeveer 300 Joden in de stad en in 2000 ongeveer 700.

## Geografie
De oppervlakte van Haguenau bedroeg op 1 januari 2022 182,59 vierkante kilometer; de bevolkingsdichtheid was toen 197,5 inwoners per km². De Moder stroomt door de gemeente. De gemeente bestaat voor een groot deel uit bos, dat gedeeld eigendom is van de stad en de Franse staat. 
De onderstaande kaart toont de ligging van Haguenau met de belangrijkste infrastructuur en aangrenzende gemeenten.

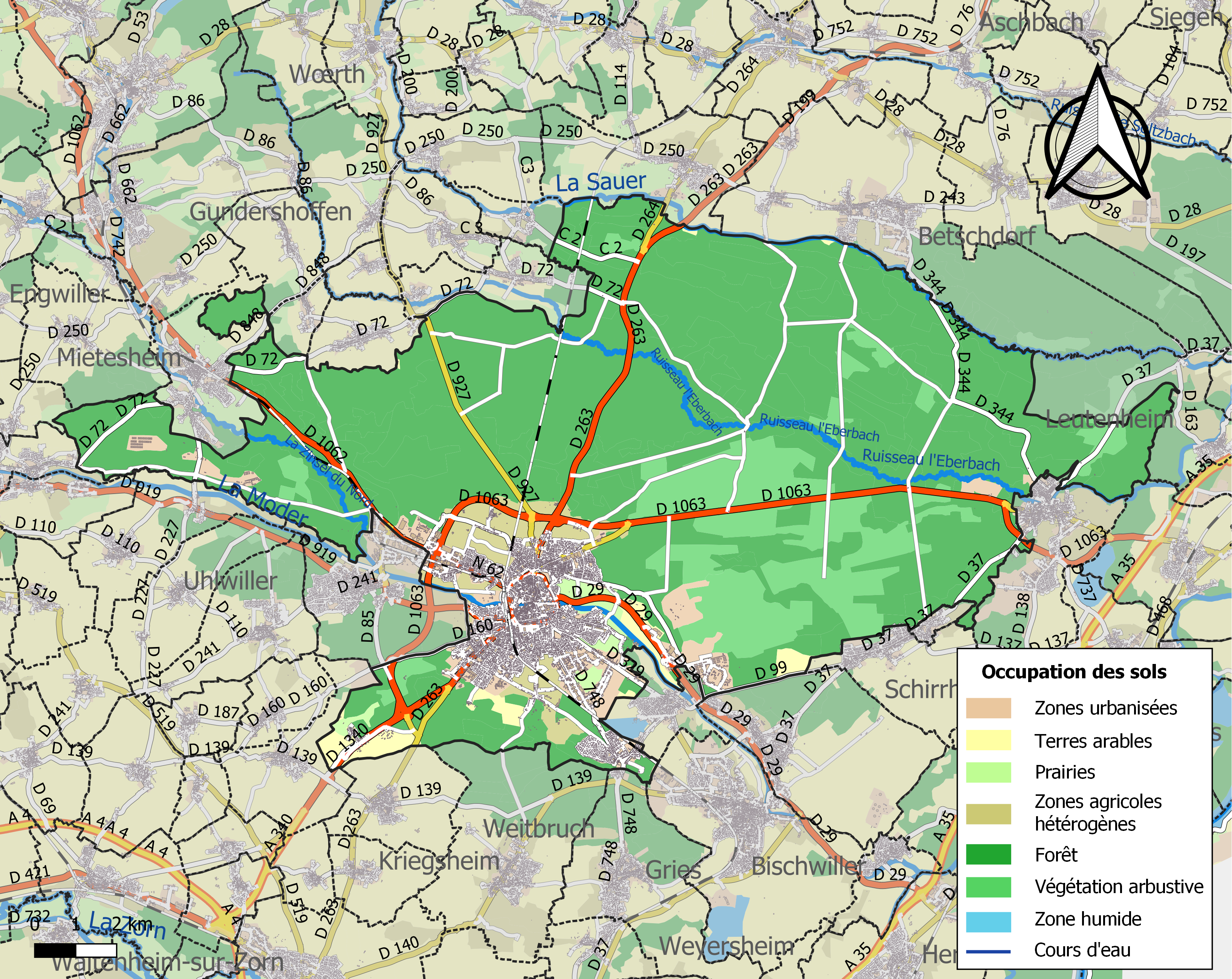

## Demografie
Onderstaande figuur toont het verloop van het inwoneraantal van Haguenau vanaf 1962.

Bron: Frans bureau voor statistiek. Cijfers inwoneraantal volgens de definitie population sans doubles comptes (zie de gehanteerde definities)

## Verkeer en vervoer
In de gemeente staan de spoorwegstations Haguenau en Marienthal.

## Zustersteden
Haguenau heeft een jumelage (stedenband) met Landau in de Duitse deelstaat Rijnland-Palts.

## Geboren
- Philipp Friedrich Böddecker (1607-1683), componist
- Xavier Nessel (1834-1918), burgemeester en archeoloog
- Sébastien Loeb (1974), autocoureur
- Serdar Gürler (1991), Frans-Turks voetballer

## Trivia
In Haguenau worden de M&M's geproduceerd.

## Afbeeldingen

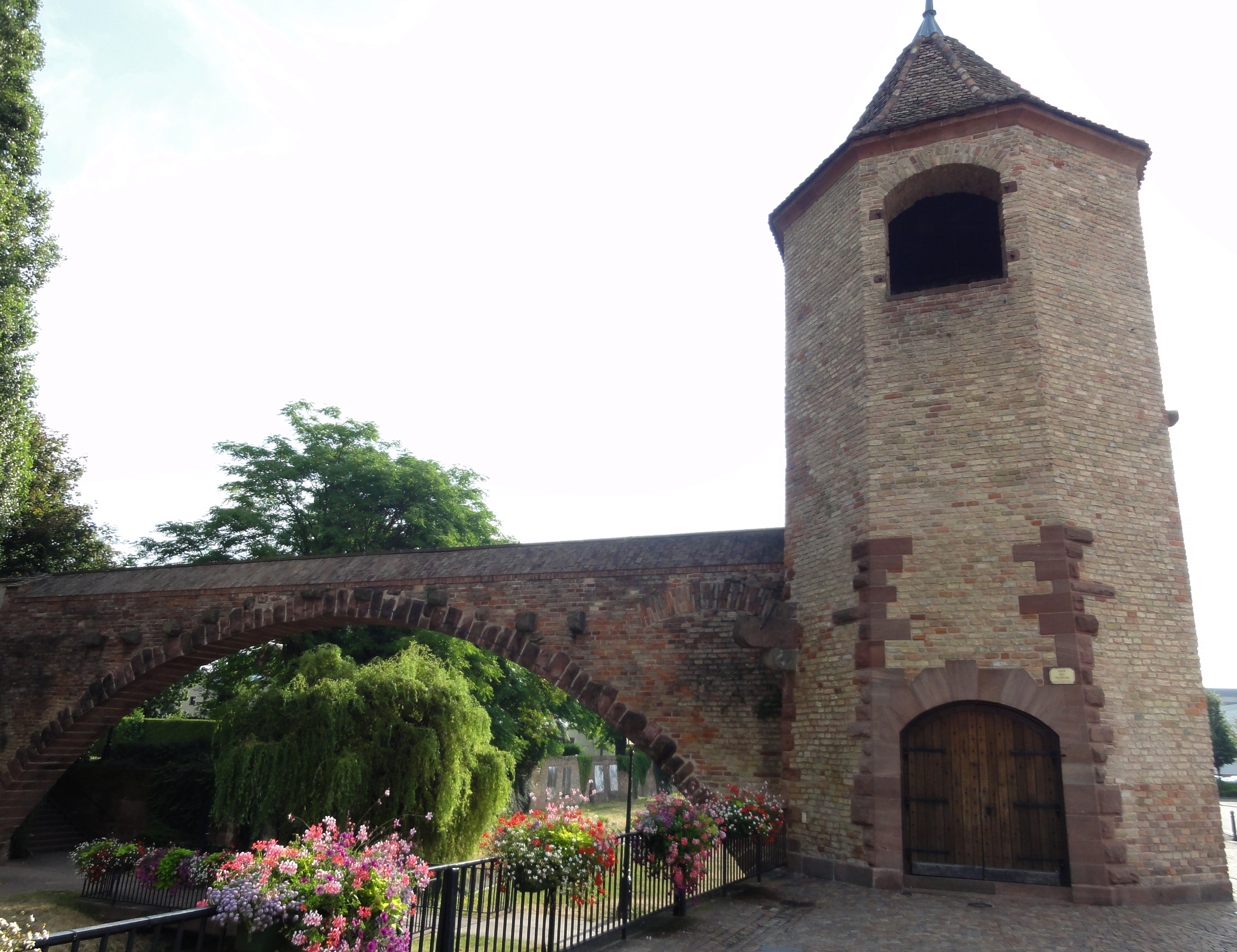
Vispoort
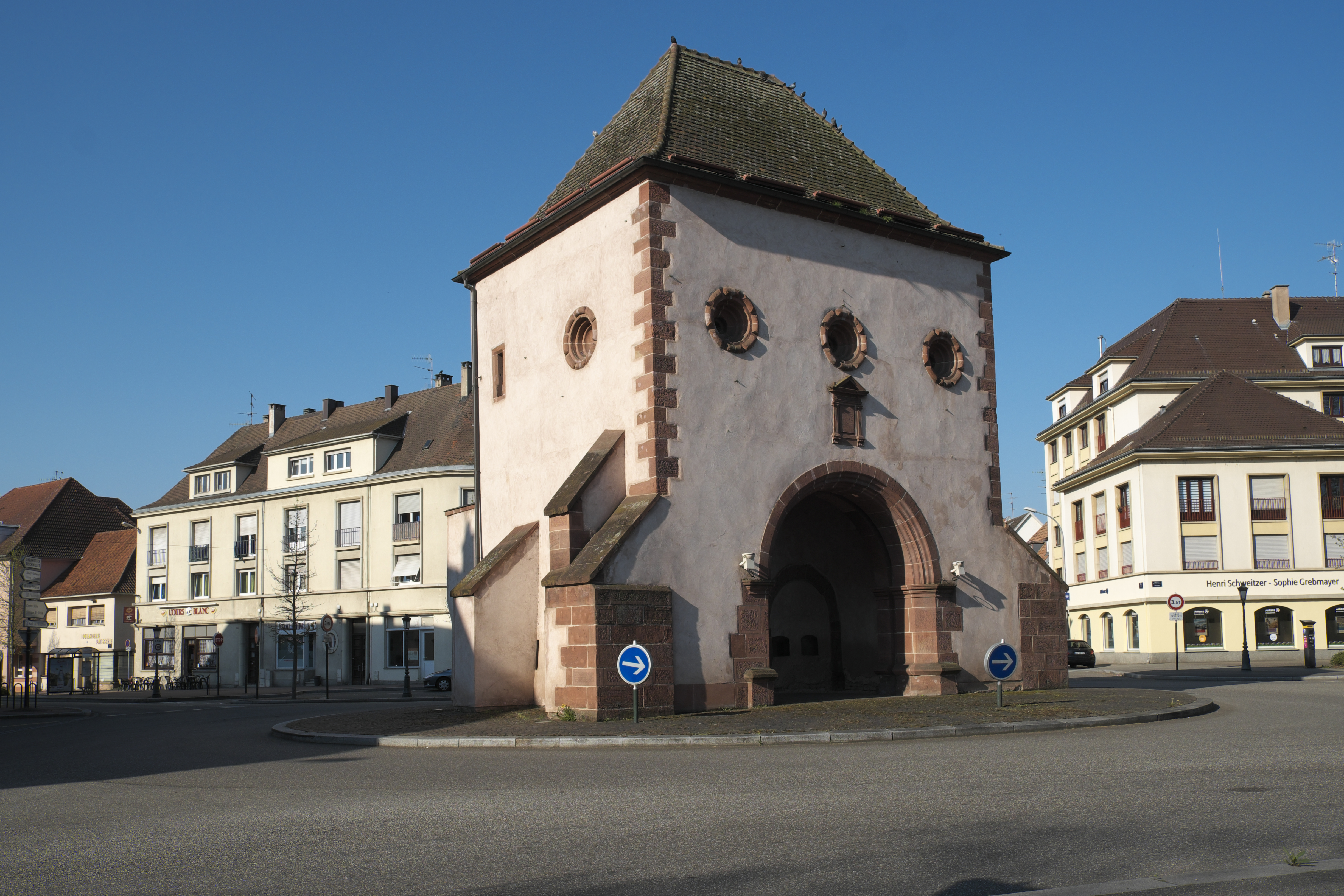
Porte d'Wissembourg / Weißenburger Tor
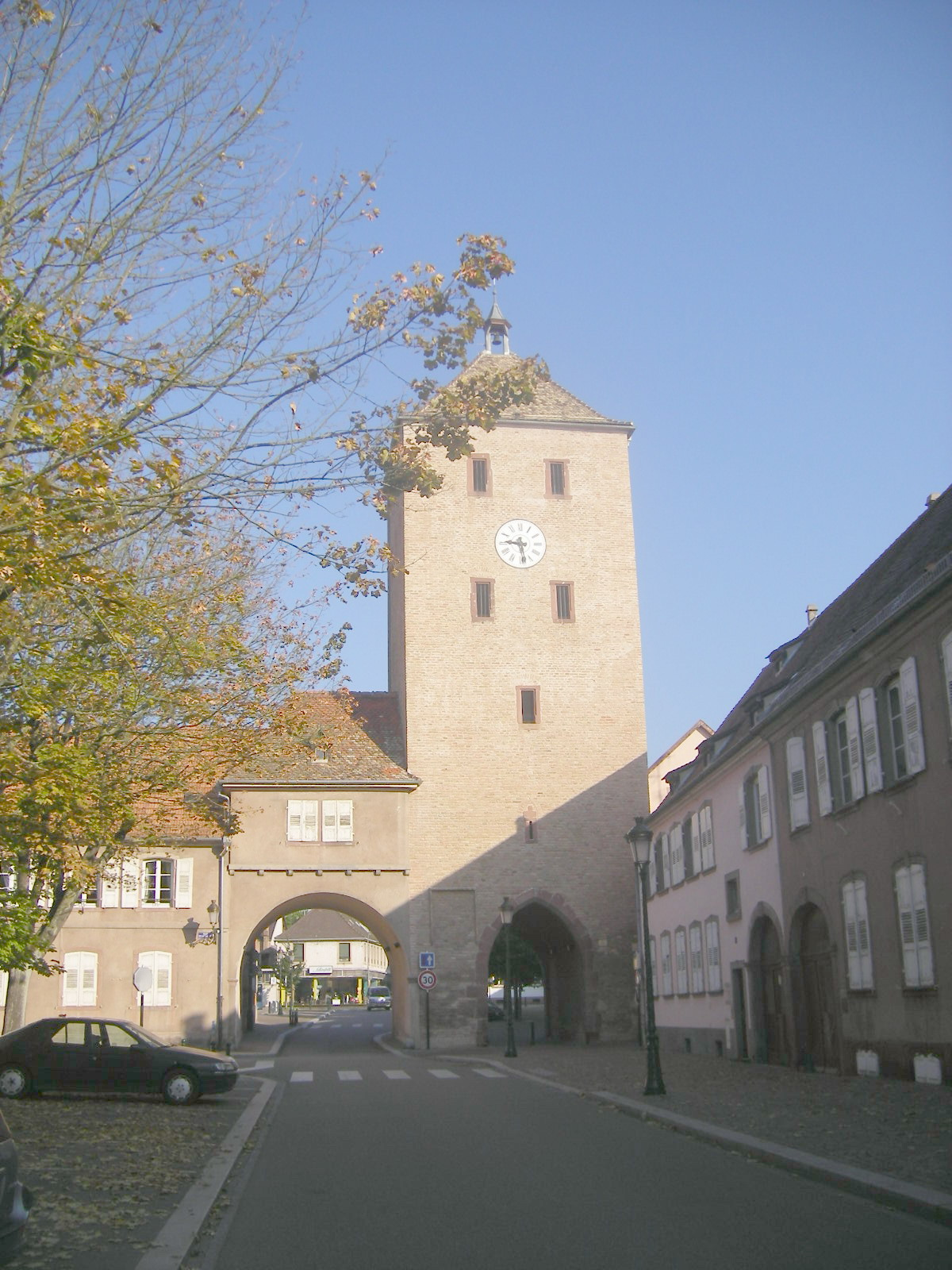
Porte d'Chevaliers / Ritterturm
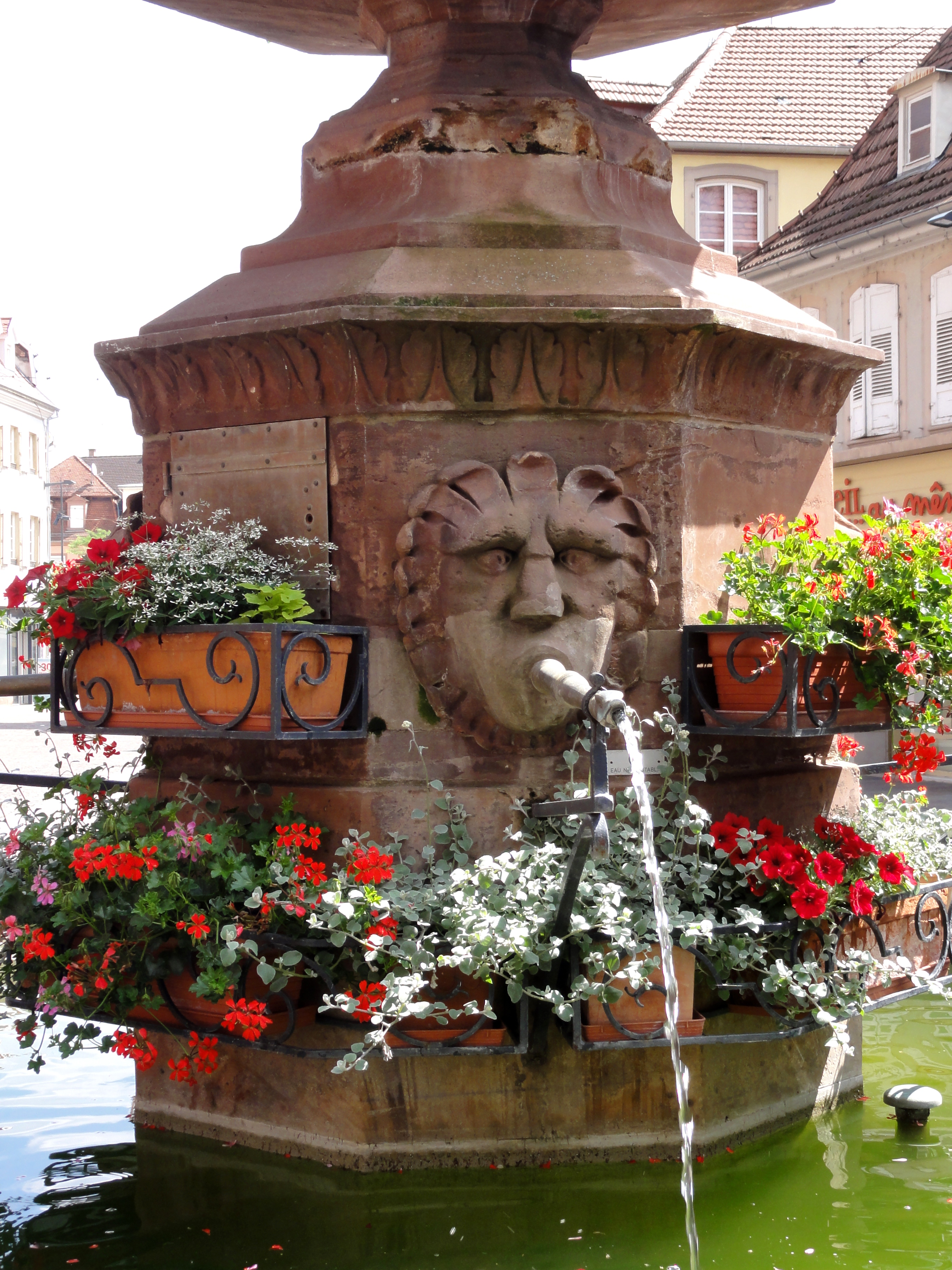
Sint-Jorisfontein
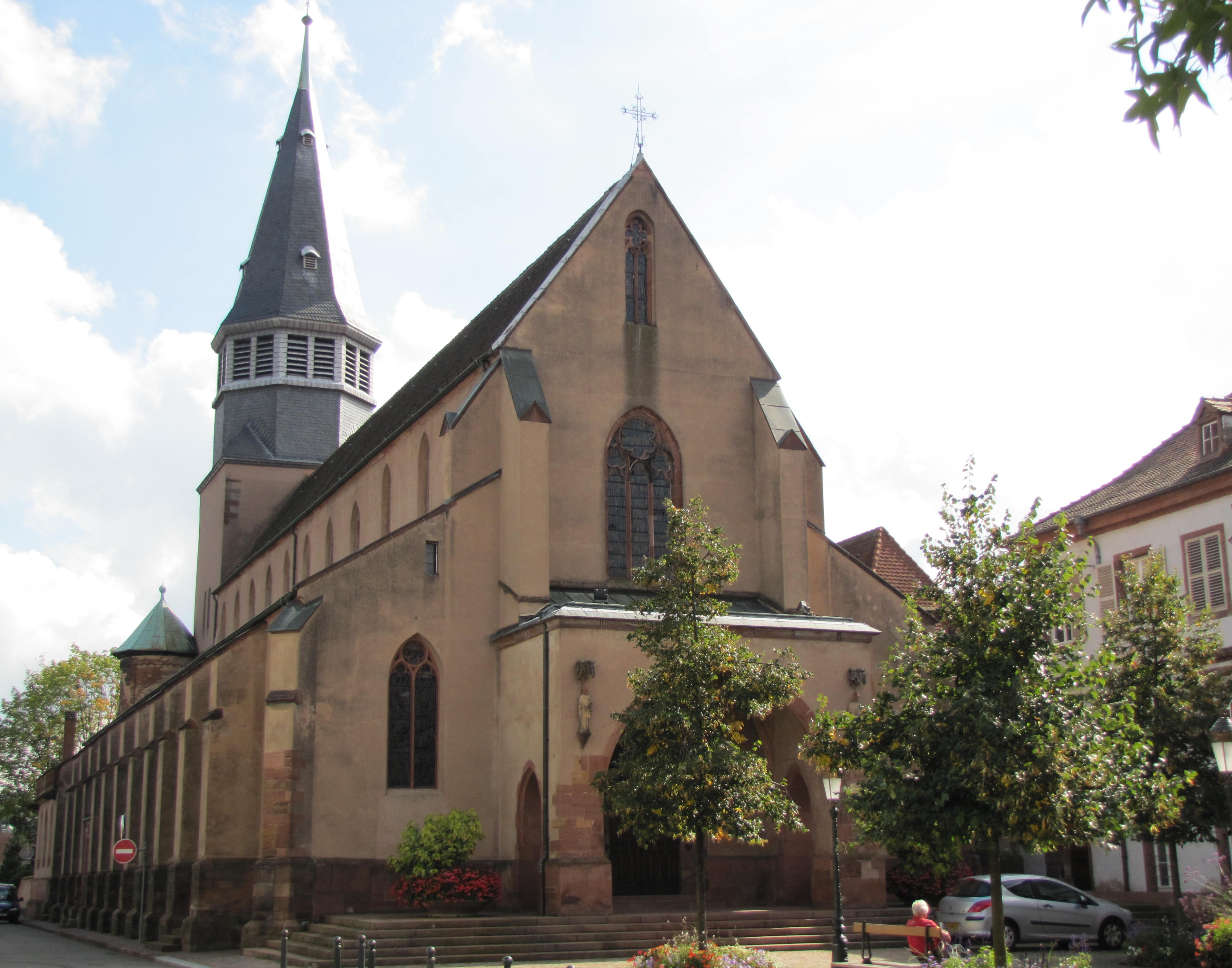
Sint-Nicolaaskerk
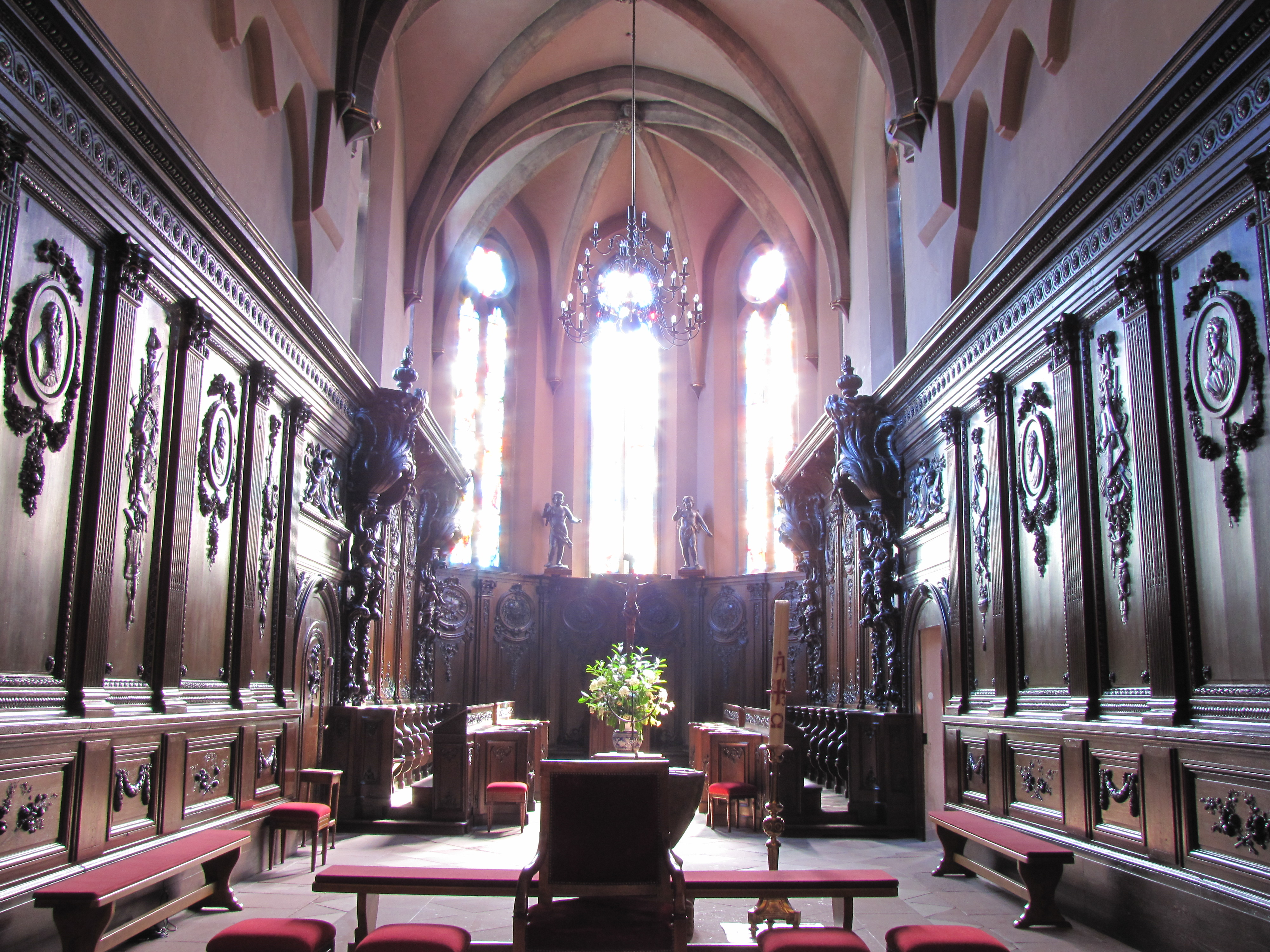
Het koor van de Sint-Nicolaaskerk
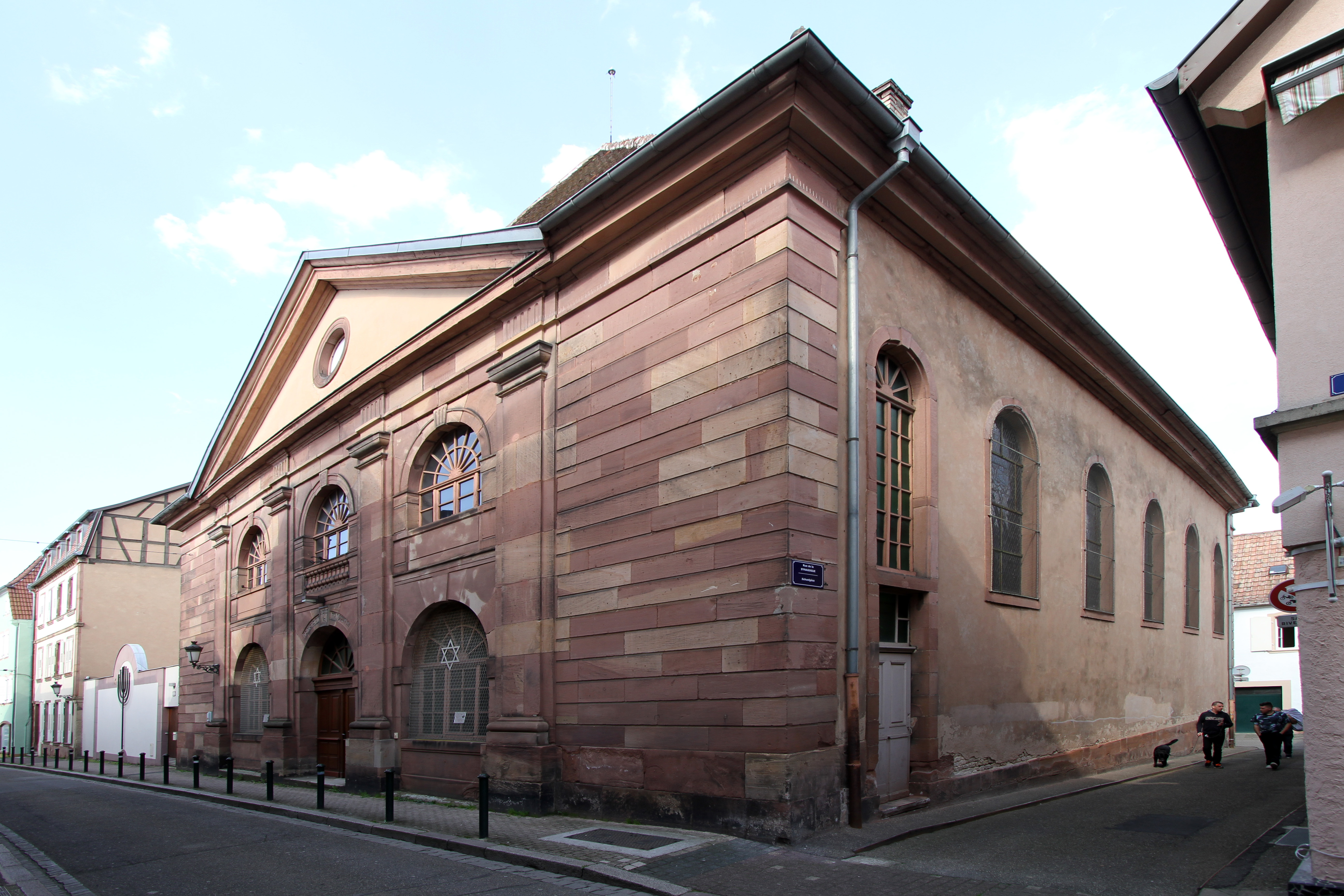
De Synagoge van Haguenau
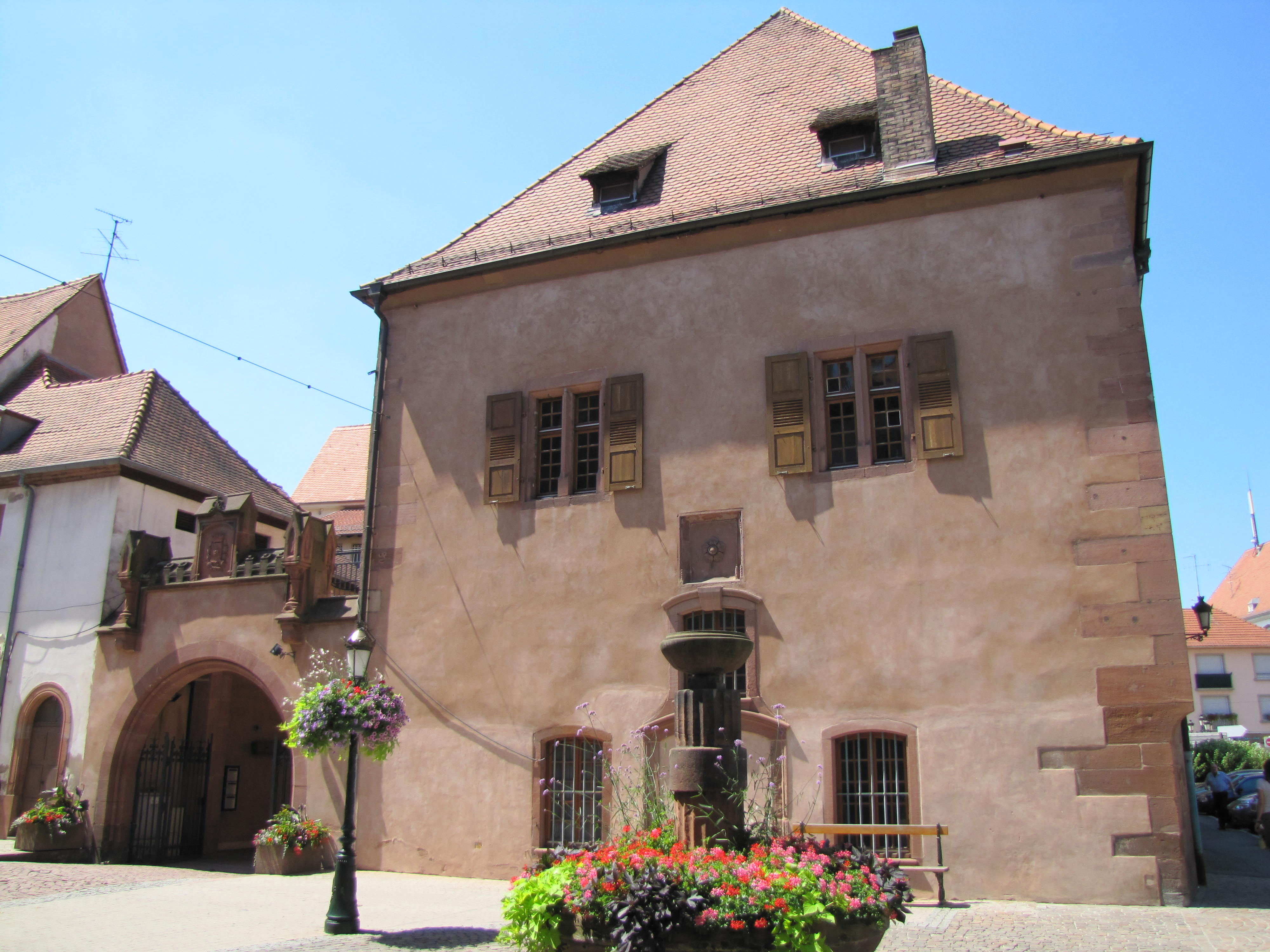
Historisch tolhuis van de stad
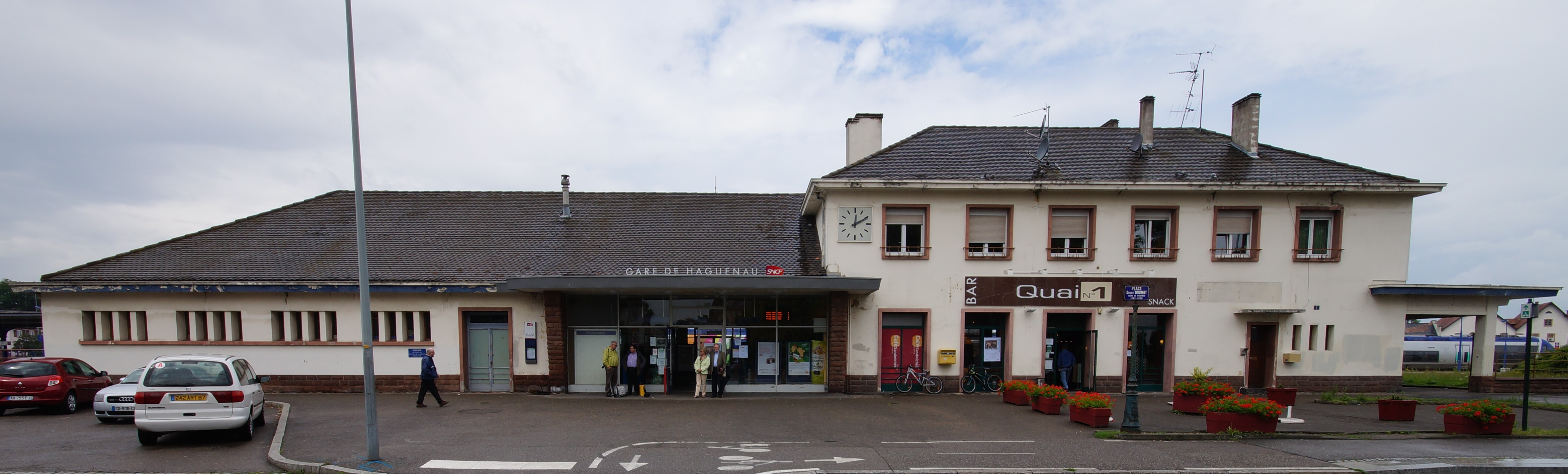
Station Haguenau
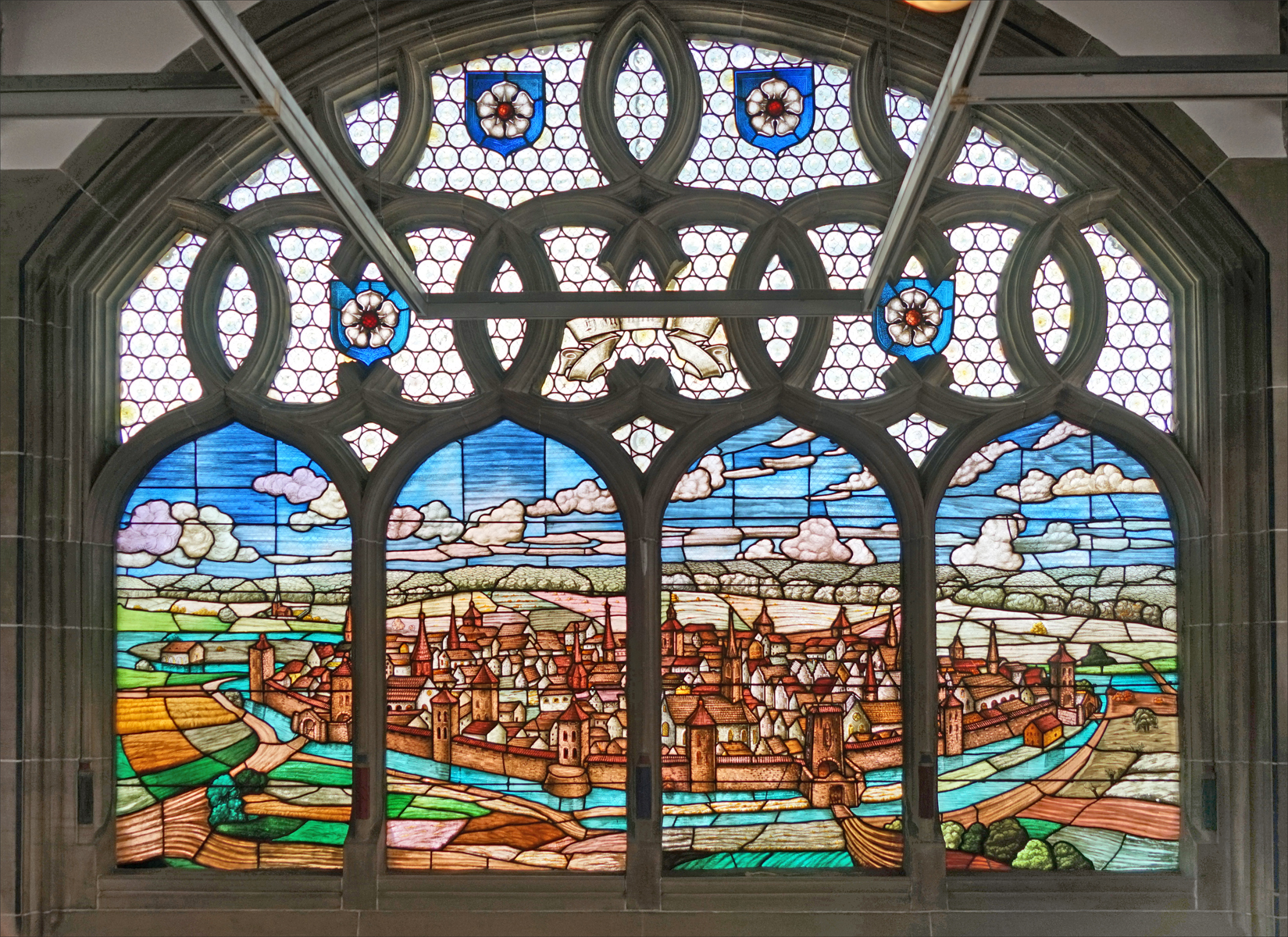
Glas-in-loodraam in het historische museum met stadsafbeelding uit 1622
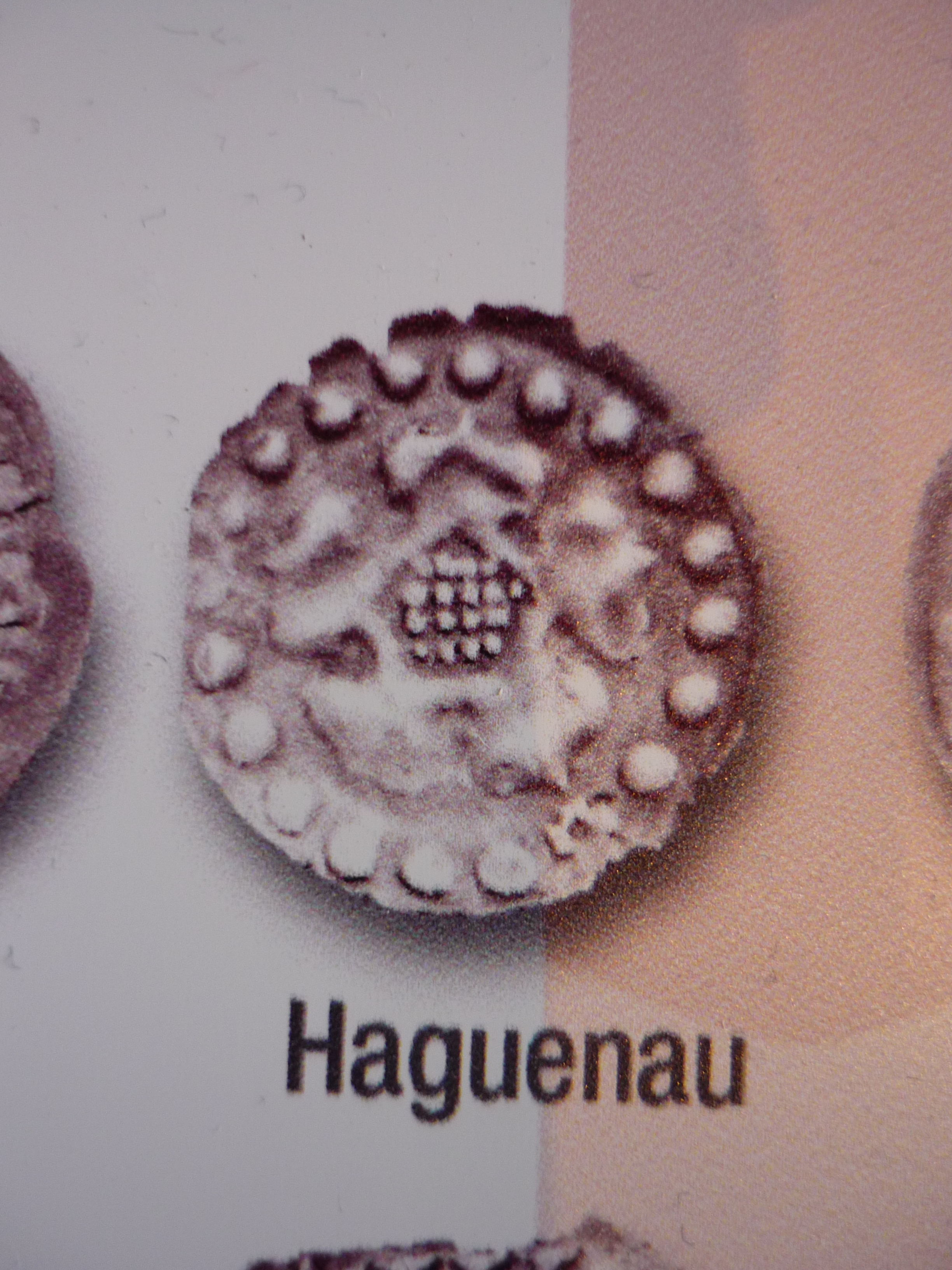
Hagenauer munt
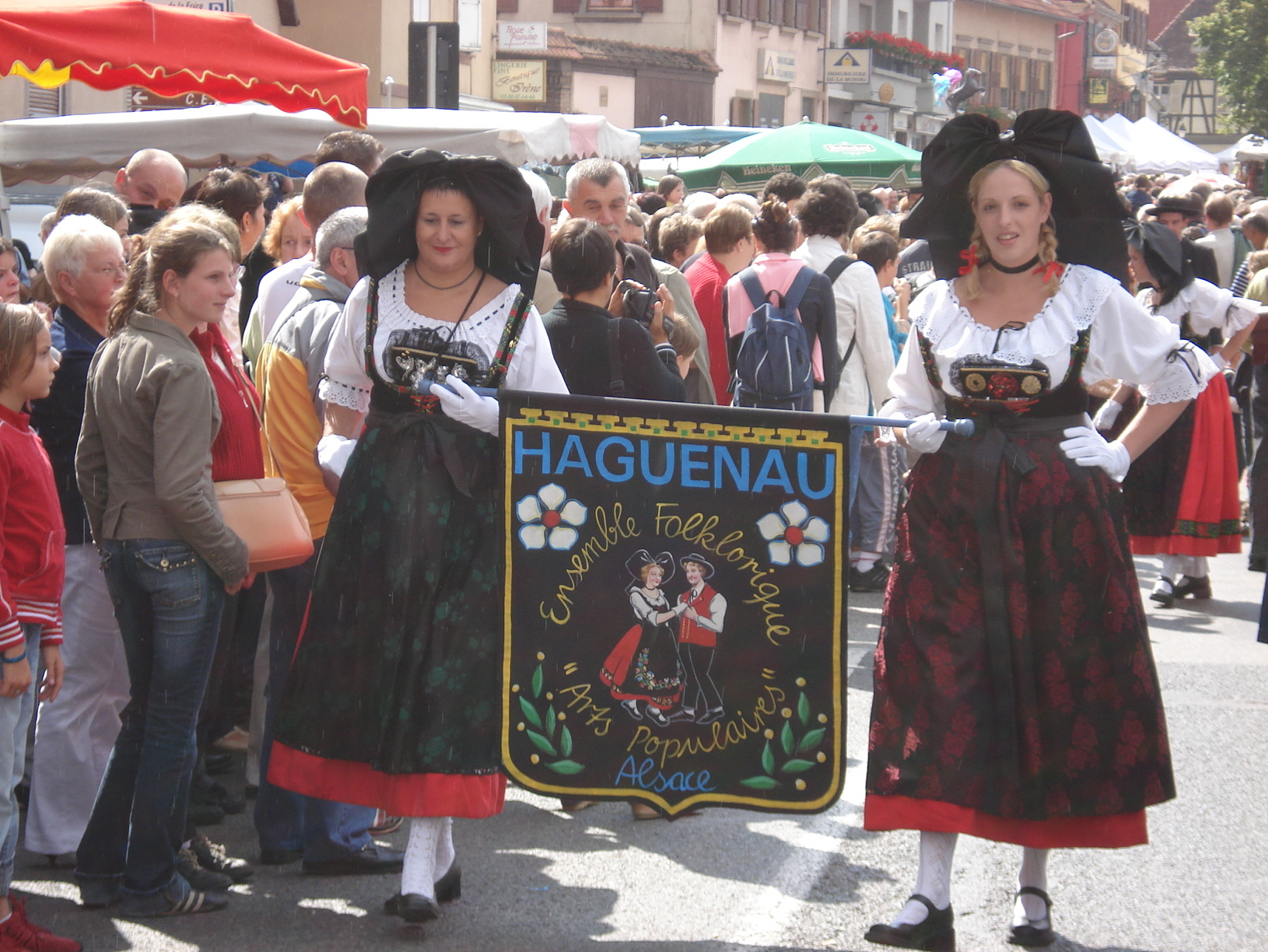
Dames in Elzasser klederdracht
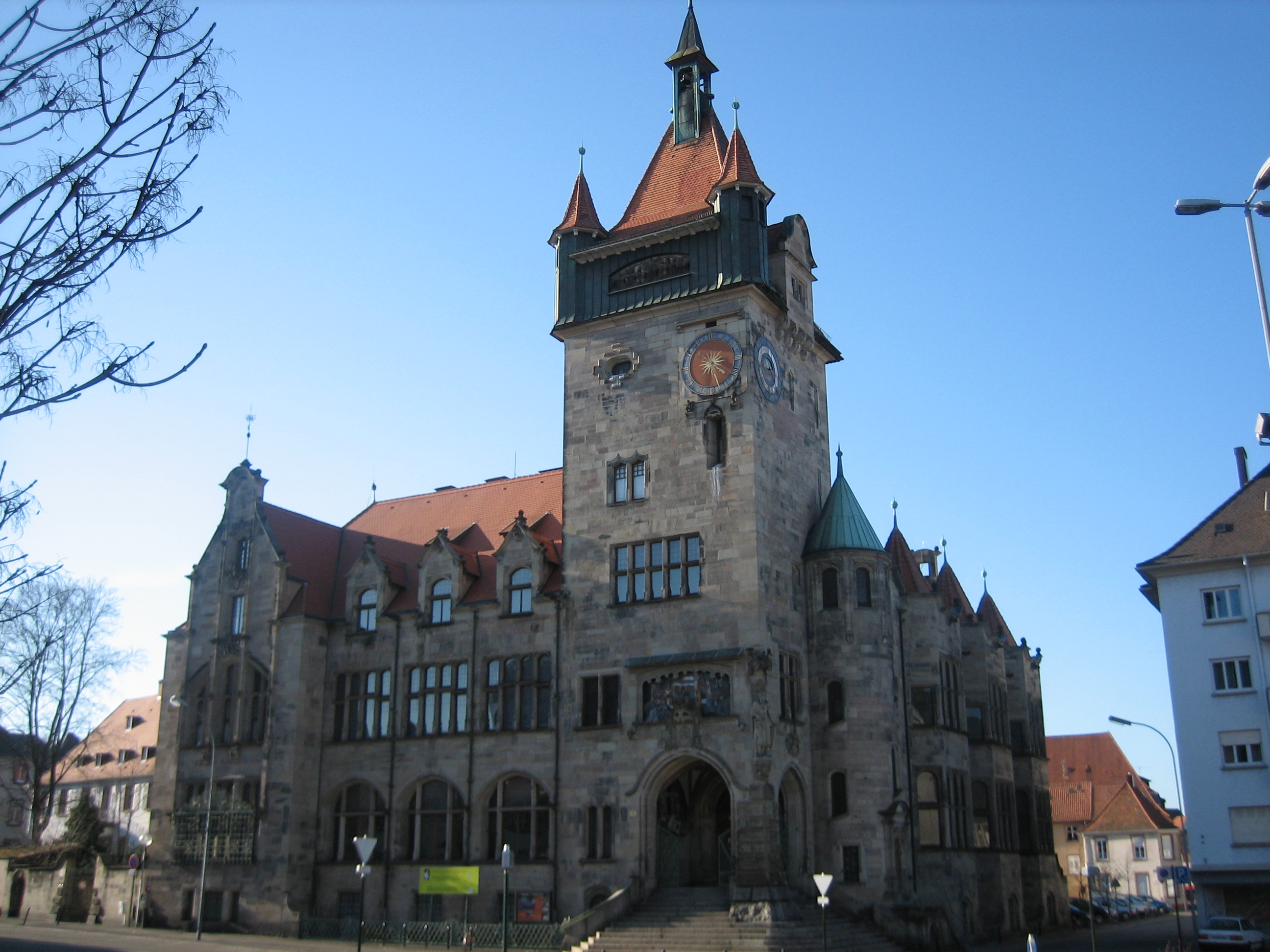
Historisch museum